# Ала ди Стура
А̀ла ди Сту̀ра (на италиански: Ala di Stura; на пиемонтски: Ala и на окситански: Ala, Ала) е село и община в Метрополен град Торино, регион Пиемонт, Северна Италия. Разположено е на 1080 m надморска височина. Към 1 януари 2023 г. населението на общината е 464 души, от които 4 са чужди граждани.
Ала ди Стура е малко алпийско селище – популярна туристическа дестинация през зимата и лятото. То е и място с една от най-високите концентрации на стенописи и слънчеви часовници в Италия и в Европа.

## География, административно деление и население
Ала ди Стура е малко алпийско селце, разположено в една от трите долини на Ланцо – централната Вал д'Ала, чието име дава. Намира се на левия бряг на потока Стура ди Ала, в централно-западната част на Метрополен град Торино. Разположено е сред зелени поляни и гъсти гори с характерни панорамни гледки като тази към планините Уя Бесанезе, Уя ди Мондроне и Монте Росо.
Територията, вкл. специалните зони на Монте Крозет (2870 м) и Монте Росо (2918 м), има неправилен геометричен профил с подчертани височинни вариации. Обитаемата зона, заобиколена от ливади, пасища, лиственица и букова гора, е доминирана от високи върхове, сред които на запад се откроява Уя ди Мондроне (2914 м), наречен поради характерната си форма „малкия Матерхорн“ (piccolo Cervino) на долините Ланцо.
Селото е популярна туристическа дестинация през зимата и лятото, разполага с много спортни съоръжения, особено зимни, включително седалков лифт и много ски влекове за лифтовете при изкачване на Пунта Карфен.
В подселище Мондроне има водопад на име Горджа (Gorgia di Mondrone), образуван от потока Стура ди Ала, след чийто първи скок от 10 м, след преминаването на много тясно дере, следва скок от 65 м.
Съставено е от 22 подселища (на итал. frazioni), разпръснати на територия от повече от 31 км, сред които Белфè, Вилар, Кановa, Киотеро, Кресто, Крозат, Кроче, Мазон/Мезон, Маронè, Маронера, Мартасина – обединение на три подселища: Молар, Баус и Томà, Мондроне, Монте Росо, Пертузето, Пиан дел Тето, Прачера, Прусело – централно подселище, Чардо, Чезалети. Повечето от подселищата са разположени по левия бряг на потока Стура ди Ала.

Ала ди Стура граничи със следните 6 общини: Балме, Киаламберто, Черес, Гроскавало, Лемие и Медзениле. Отстои на 39 км от Торино и на 147,5 км от Милано.
Част е от Планинска общност „Вали ди Ланцо, Черонда и Кастерноне“.
Към 1 януари 2023 г. населението на общината е 464 души, от които 4 чужди граждани, сред които по 1 гражданин от Албания, Румъния, Украйна и Мароко. Български граждани липсват.

## Топоним
Съществуват няколко хипотези за името на Ала ди Стура. Според една от тях то произлиза от келтското all (висок), а според друга – от формата на протегнато крило (на лат. ala), което гледката на заобикалящите го върхове предлага. Според най-надеждната хипотеза името произхожда от пиемонтската диалектна дума ala, чието значение е „покрит навес за провеждане на публични срещи“, от своя страна произлизаща от немската halla – „портик“, „зала“, „палат“.

## История
Селището се намира на свързващия път между Шамбери и Торино – търговска ос от древни времена.
Знае се, че то съществува през Ранното средновековие и принадлежи на епископията на Торино, която го дава като емфитевзис на манастира Сан Мауро. Най-старият документ, в който се споменава, е нотариален акт от 1267 г., с който маркграфът на Монферат Вилхелм VII Монфератски предоставя мините си в района на някой си Баридзело ди Джерола.
От 22 януари 1341 г. селището е собственост на Савойските графове, впоследствие херцози.

През следващите векове е давано като феод на различни благороднически родове от района: на Пиована ди Леини, а на 14 април 1577 г. – на Есте ди Сан Мартино в лицето на маркиз Филипо I д'Есте.
Маркиз Сиджизмондо III д'Есте връща феода на 31 юли 1715 г. През 1724 г. е предоставен на маркизите Компан дьо Бришанто (Compans de Brichanteau), господари на Орио.
Историята на Ала ди Стура следва политическите събития в долините на Ланцо. Известността им се дължи главно на интереса на маркиза Джулия Фалети ди Бароло и на историка, нумизматика и министър Луиджи Чибрарио, когато цялата долина се превръща в туристическа атракция.
От 1873 г., след изграждането на железопътната линия, свързваща Торино с Черес, Ала ди Стура бързо се утвърждава като ваканционен курорт с международна слава. Тази дейност подтиква общината да предостави телеграфна услуга още през 1890 г., а през следващото десетилетие селото е снабдено с електроенергия.

През 1901 г. е изградена ВЕЦ Пиансолети, която използва водите на Стура ди Ала и е 1-вата от 3 подобни съоръжения. През 1949 – 1950 г. всичките 3 са напълно обновени.
През 1910 г. е построен Гранд хотелът на Ала: в него отсядат Елеонора Дузе, Гулиелмо Маркони и Луиджи Ейнауди.
Въпреки тези иновативни за времето импулси общината претърпява обезлюдяване, характерно за всички алпийски долини. В края на 19 век Ала ди Стура има повече от 800 жители, но през 1911 г. те спадат до 722 души, а през 1993 г. са около 500 души.
Селото е място на важни епизоди в партизанската съпротива по време на Втората световна война.

## Икономика
В сферата на селското стопанство се произвеждат овес, ръж, картофи, череши, ябълки и круши; отглеждат се говеда, овце, коне и кози, практикува се горско стопанство. Индустрията не е много развита: основната е хранително-вкусовата, дървообработването, производството на строителни материали и строителството. Третичният сектор се състои от добра дистрибуторска мрежа, както и набор от услуги, които включват банкиране.
Има множество съоръжения за зимни и летни спортове: ски спускане, ски северни дисциплини, сноуборд, кънки на лед, хокей на лед, екскурзии (напр. до Пиан дела Пиетра (Pian della Pietra), езерото Казиас (lago Casias), алпе Парти ди Сопра (alpe Parti di Sopra), скално катерене, трекинг и езда, парапланеризъм и обиколки с планински велосипеди. Близостта на селището до река предоставя възможност за кану, каяк и спортен риболов.

## Забележителности

### Градска архитектура

#### Слънчеви часовници и стенописи
Оригинална особеност на Ала ди Стура е наличието на множество слънчеви часовници и стенописи по фасадите на къщите и църквите на неговите подселища. Общината развива проект „Ала ди Стура – село на слънчевите часовници и на стенописите“ (Ala di Stura il paese delle Meridiane e degli Affreschi). Той цели да направи Ала ди Стура известно извън долината и за културния туризъм, предвид факта че селището е място на една от най-високите концентрации на стенописи и слънчеви часовници в Италия и в Европа.
Ала ди Стура има най-високата честота на слънчеви часовници в света, около 80 на брой. Поради географското му местоположение, изолирано от равнината и от дъното на долината месеци наред годишно, жителите му изграждат културни и икономически връзки с френските алпийски долини, географския регион Кирà (Queyras) в департамент Отз Алп, Бриансон, Бесан, Ланслебург, където процъфтява тази традиция. Освен това те имат и местни творци като Джузепе Алазонати Айри, нар. Пин д'ла Крос (Giuseppe Alasonatti Airi, Pin d'la Cross) – автор на повече от 30 слънчеви часовника. Повечето от слънчевите часовници се появяват в периода 1830 – 1880 г. Те са най-различни: разположени от всички страни на камбанарията на Вилар, универсални като тези на Мондроне и Мартасина, които освен часа дават информация за 12ː00 часа във всички точки на света, оригиналният Хоризонталният слънчев часовник (Meridiana orizzontale) от 2005 г.
Стенописите са предимно дело на художници от XVI и XVII век. Сред тях се откроява Джовани Олдрадо Перини (Giovanni Oldrado Perini) – монах от Абатството на Новалеза. Стенописите му датират от периода 1577 – 1588 г. и не се намират само в Ала ди Стура, но и в градчето Корио и в село Черес. Сред най-известните му творби са „Мадоната с Младенеца, Св. Маврикий и Св. Троица“ от юли 1577 г. на стена на частна къща в подселище Вилар, и „Мадоната на трон с Младенеца и Св. Антоний абат“ в подселище Пиан дел Тето. В чисто готически стил творбите му създават истинска консервативна тенденция, характерна за алпийските долини, поддържана почти непокътната до XVIII век. Успехът на Перини подтиква друг художник – Джовани Веноти (Giovanni Venotti) от Черес да се заеме със стила, като създаде стенописите в параклиса на Св. Рох (S. Rocco) в Черес през 1634 г. и тези в параклиса на Св. Йосиф в Ала ди Стура през 1641 г. Други известни стенописи, дело на анонимни художници, са „Дева Мария с Младенеца, Св. Михаил и Св. Антоний от Падова“ (XVII век) и „Св. Антоний от Падова“ (XVIII век) в подселище Пиан дел Тето, както и „Мадоната утешителка с Младенеца, Св. Петър и Св. Антоний от Падуа“ (XIX век) в подселище Вилар.

#### Мост на стълбите
Мостът на стълбите (Ponte delle Scale) е свързвал Ала ди Стура с Черес и е бил едно от най-важните художествени свидетелства в общината. Построен през 1585 г. от камък с две готически арки, той е възстановен през 1617 г., след като е разрушен от наводнение. Срутен през 1685 г., той е възстановен отново през 1688 г., но този път с една арка. Мостът се срутва по време на тежкото наводнение през 2000 г. в тогавашната провинция Торино.

#### Кула на митницата
Митническата кула (Torre della Dogana) се намира в Пертусело и е от XV век. Тя е висока 12 м и е със стенописи с гербовете на Савоя заедно с някои фризове. Била е център на Кастеланство Ланцо (Castellania di Lanzo).

### Религиозна архитектура

#### Църква „Св. Николай“ / Енорийска църква „Св. Св. Николай и Грат“
Не е известна датата на издигане на примитивния параклис на Св. Николай – един от най-старите във Вали ди Ланцо, вероятно от ок. 1000 г. Енорийската църква на Ала ди Стура (Chiesa parrocchiale dei Santi Nicolao e Grato) е построена „из основи" от бенедиктински монаси, които съживяват долините на Ланцо през XI – XII век. Става въпрос за скромна сграда, вероятно в романски стил, с фасада, обърната на запад и с апсида, обърната на изток. От нея оцелява само камбанарията с квадратна основа в романски ломбардски стил, разположена на север.
През 1727 г. на мястото на старата църква е построена сегашната църква на Св. Николай и Св. Грат. В първия параклис вдясно се съхранява ценна икона от 1616 г. с Богородица между двамата светии, на които е посветена църквата. Фасадата ѝ гледа на юг към централния площад и провинциалния път, който пресича Ала ди Стура. Сградата е с гръцки кръстовиден план и с полукръгла апсида, с един неф, разделен на четири, със странични параклиси, поставени в напречното рамо на кръста. Предната част на фасадата е разделена хоризонтално на две части от голям корниз и е затворена в горната си част с триъгълен тимпан. Входната врата е разположена на централната линия; отгоре има едикула с надпис на кого е посветена църквата и с датата на издигането ѝ, а над нея – люнет с релеф на общинския герб. В центъра на фасадата има четириъгълен прозорец, а в центъра на тимпана се вижда лицевата част на часовника, инсталирана през 1920 г. Вътре нефът е покрит от варелни сводове в първата си част и в страничните параклиси, от платноходен купол в пресечната точка на ръкавите на кръста, от прикован варелен свод в хора, а апсидата е покрита от полуцилиндричен купол с три стени. От източната страна има ниски постройки, сред които и сакристията. От западната страна има ниска сграда с измазана каменна зидана конструкция и с наклонен покрив.

#### Светилище на Нашата господарка от Лурд
Светилището на Нашата господарка от Лурд (Santuario di Nostra signora di Lourdes) е от 1912 г. и се намира в подселище Мартасина. Вътре има статуя на Богородица на скулптора Леонардо Бистолфи.

## Събития
- Ала ди Стура преди 100 г: празник на занаятите (Ala di Stura 100 anni fa: Festa dei mestieri) – август или нач. на септември, на всеки 3 г.
- Панаир на наденицата Турджа (Fiera della turgia) – август
- Патронен празник на Св. Николай – 6 декември
- Презепиаландо: Изложба на Исусовите ясли (Presepialando) – във Вилар, 23 декември – 6 януари

## Култура

### Музеи, библиотеки, театри и кина
- Кина и театри – в град Торино
- Класна стая/музей на училището на Матерасина (Aula-museo della Scuola di Materassina)

### Религиозни центрове
- Енорийска католическа църква „Св. епископ Николай (Чудотворец)“ или „Св. Николай и Св. Грат“ (Chiesa di San Nicola Vescovo/Chiesa di S. S. Nicolao e Grato), ок. 10 – 12 век (древна църква), в Прусело
- Параклис на Св. Кръст (Cappella di Santa Croce), 16 век, в Прусело
- Параклис на Св. Рох (Cappella di S. Rocco), 1599 г., в Прусело
- Параклис на Св. Йосиф (Cappella di San Giuseppe), 17 век, в Пиан дел Тето
- Параклис на Св. Мария Магдалена (Cappella di Santa Maria Maddalena), 17 век, в Пиан дел Тето
- Параклис на Св. Фабиан и Св. Себастиан (Cappella dei Santi Fabiano e Sebastiano), 17 – 18 век, в Киотеро
- Параклис на Св. Вит (Cappella di San Vito), 18 век, в Лайето
- Параклис на Св. Карл Боромей (Cappella di San Carlo Borromeo), 17 век, в Мазон
- Параклис на Непорочното зачатие, св. абат Антоний и св. Лусия (Cappella dell′Immacolata, di Sant′Antonio Abate e di Santa Lucia), 1732, в Маронера
- Параклис на Св. Архангел Михаил (Cappella di San Michele Arcangelo), 17 век, в Мартасина (Баус)
- Светилище „Нашата господарка на Лурд“ (Santuario di Nostra Signora di Lourdes), в Мартасина
- Църква на Св. апостоли Петър и Павел (Chiesa dei Santi Pietro e Paolo Apostoli), ок. 16 век, в Мондроне
- Параклис на Св. Рох (Cappella di San Rocco), 17 – 18 век, в Мондроне
- Параклис на Мадоната на милосърдието или на Св. Маркела (Cappella della Madonna delle Grazie o di S. Marcella), края на 19 век, в Мондроне
- Параклис на Св. Вит (Cappella di San Vito), 18 век, в Пиан Белфè
- Параклис на Св. Грат (Cappella di San Grato), нач. на 17 век, в Пиан Солети
- Параклис на Св. Бартоломей (Cappella di San Bartolomeo), 17 век, в Кресто
- Параклис на Св. Антоний от Падуа (Cappella di Sant′Antonio di Padova), 17 век, в Канова
- Параклис на Св. Антоний от Падуа (Cappella di Sant′Antonio di Padova), 18 век, в Кудрè
- Параклис на Мадоната на ангелите (Cappella della Madonna degli Angeli), 18 век, в Чезалети
- Параклис на Снежната Мадона (Cappella della Madonna della Neve), 1615 г., във Вилар[21][22]

### Образование
- Една частна детска градина
- Едно държавно начално училище (от 1-ви до 5-и клас вкл.)
- Най-близките държавни средни училища от първа степен (от 6-и до 8-и клас вкл.) са в село Черес, а лицеите и техникумите са в градчето Ланцо Торинезе.[23]

### Гастрономия
- Пълнен лук (на пием. siule piine) – лук, пълнен с напоен в мляко хляб, яйца, сирене или месо, печен au gratin[24]
- Супа от кестени (minestra di castagne)
- Аньолоти (вид паста) с тиква (agnolotti di zucca)
- Качамак (polenta), напр. полента с кашкавал, т. нар. „полента конча“ (polenta concia) или полента на Вали ди Ланцо (Polenta della Valle di Lanzo) с кашкавал тома и наденица[25]
- Ризото по алазийски (Riso alla moda alese)[26]
- Кашкавал Тома (Toma dell'Alpe)[27]
- Мед (miele)
- Местни битер ликьори (amari locali)
- Кравешка наденица (на пием. salame di turgia)

## Спорт
- Ски клуб на Ала ди Стура (Sci Club Ala di Stura[28]) – във Вилар
- Асоциация по спортен риболов „Алафишинг тре понти“ (Alafishing Tre Ponti[29])
- Алпийска група на Ала ди Стура (Gruppo Alpini Ala di Stura) – в Пертусино
- Хокеен клуб на Ала ди Стура
- Фитнес „Ла Крестолина Пилатес“ (La Crestolina Pilates[30]) – пилатес, в Кресто
- Пала Фаскà (Pala Frascà) – скално катерене

## Транспорт
- Летища: Торино Казеле – на 37 км и Милано Малпенса – на 159 км
- Пристанище – в Савона, на 188 км
- ЖП гара – по линията Торино-Черес в село Черес, на 8 км
- Първостепенен междуградски път SS n. 460 на Черезоле Реале – на 43 км и автомагистрален възел Торино-Казеле (достъп през пункт за пътна такса Казеле Торинезе) – на 39 км